# 羅氏姬螽
羅氏姬螽（Metrioptera roeseli），又名歐洲叢林幗幗，是一種以德國昆蟲學家奥古斯特‧约翰‧勒泽尔·冯·罗森霍夫（August Johann Rösel von Rosenhof）來命名的歐洲螽斯科。
羅氏姬螽的叫聲非常像鴝蝗鶯。

## 特徵
羅氏姬螽成蟲長15-18毫米。牠們呈褐色，在邊緣較為淡色，一直延伸至前胸背板的四邊。
羅氏姬螽的前翅膀在休息時長達腹部中間。但是牠們亦有大翅型，其翅膀可以比腹部更長。這類大翅型似乎在夏天較為優越，因為其分佈地可以擴展至更適合生活的地方。這種遷徙亦可能是因應當地過份生長的情況所致。
羅氏姬螽有六個幼蟲的蛻變。
雌性與雄性兩性差異大，雌型具有外型如長劍般的產卵管，雄性則無。

## 生態
羅氏姬螽主要生活在潮濕的草原地帶。

## 狀況
在英國，羅氏姬螽原先只在東南及東部岸邊出沒。到了1980年，牠們擴展至較遠的內陸地方，如白金漢郡。